# Amor fati
Amor fati is een Latijnse uitdrukking die zoveel betekent als "liefde voor het (nood)lot", het liefhebben van dat wat onvermijdelijk is.

## In de filosofie

### Nietzsche
De term is vooral bekend uit het werk van Friedrich Nietzsche. Zo schrijft hij:
| "Zuerst das Nöthige – und dies so schön und vollkommen als du kannst! "Liebe das, was nothwendig ist" – amor fati dies wäre meine Moral, thue ihm alles Gute an und hebe es über seine schreckliche Herkunft hinauf zu dir." | Als eerste het nodige - en dit zo mooi en volmaakt als je kunt! "Heb datgene lief, wat noodzakelijk is" - amor fati dat zou mijn moraal zijn, doe hem al het goede aan en til het boven zijn verschrikkelijke herkomst uit naar jezelf. |

En in §276 van Die fröhliche Wissenschaft:
| "Ich will immer mehr lernen, das Nothwendige an den Dingen als das Schöne sehen: - so werde ich Einer von Denen sein, welche die Dinge schön machen. Amor fati: das sei von nun an meine Liebe! Ich will keinen Krieg gegen das Hässliche führen. Ich will nicht anklagen, ich will nicht einmal die Ankläger anklagen. Wegsehen sei meine einzige Verneinung! Und, Alles in Allem und Grossen; ich will irgendwann einmal Nur noch ein Ja-Sagender sein." | "Ik wil immer meer leren, om het noodzakelijke van de dingen als het schone te zien: - zo zal ik een van hen zijn die de dingen mooi maken. Amor fati: dat is van nu af aan mijn liefde! Ik wil geen oorlog tegen het lelijke voeren. Ik wil niet beschuldigen, ik wil niet eens de aanklagers aanklagen. Wegkijken is mijn enige ontkenning! En, alles in alles en grote; wil ik eens slechts een ja-zegger zijn." |

Het concept amor fati verwijst bij Nietzsche naar een welbepaalde houding van de mens ten opzichte van het lot. Hoewel Nietzsche geen duidelijke definitie geeft van hetgeen het lot behelst, is in ieder geval duidelijk dat het lot niet de voorzienigheid van een god is. Er bestaat dus geen god die een lotsbestemming met ons voorheeft.

#### Het lot bij Nietzsche
Het lot moet echter wel begrepen worden als iets dat gegeven is en waarvoor dus niet vrij gekozen is. Onder die noemer kan zowel ons karakter (dit omvat in brede zin ook de fysiologie van een individu) als hetgeen ons overkomt worden gevat. Uit Nietzsches stelling dat ook de mens zelf een stuk fatum is, kunnen we immers afleiden dat ook ons karakter minstens voor een deel voorgegeven is. Ieder mens heeft namelijk een eigen karakter, dat hij niet zelf geconstitueerd heeft en dat voor een gedeelte de richting van het willen en verlangen bepaalt.
Het fatum is niet alleen zichtbaar in het karakter van mensen, maar ook in het gegeven dat de mens op allerlei gebeurtenissen geen beslissende invloed kan uitoefenen.

#### Verhouding tot het lot
Nietzsche is de mening toegedaan dat wij ons op een bepaalde wijze moeten verhouden tot het lot. Dit kan immers op verschillende manieren. De mens kan het lot beklagen of hij kan er onverschillig in berusten. Nietzsche daarentegen wil dat de mens het lot affirmeert. Nietzsche drukt affirmatie van het lot uit met het begrip ‘Bejahung’. Nietzsche beschouwt die affirmatie als een daad van de wil en niet als een redelijk of logisch oordeel.
We kunnen deze affirmatie pas echt realiseren indien we ons begrip van de werkelijkheid vernatuurlijken en inzien dat we móeten handelen naar onze persoonlijke aard. De affirmatie van het lot kan pas worden voltrokken door het afrekenen met allerlei metafysische concepten als ‘vrijheid’, ‘God’ en ‘onsterfelijkheid’. Volgens Nietzsche loochenen de idealisten de noodzakelijkheid van de werkelijkheid door achter de gedetermineerde wereld van de verschijnselen een transcendentaal rijk te veronderstellen waarin we vrij zijn onszelf wetten te stellen. Daar komt nog bij dat deze transcendentale wereld superieur geacht wordt te zijn aan de wereld van onze ervaring. Het zichzelf de wet stellen resulteert bij Kant in een algemeen moreel principe, de zogenaamde categorische imperatief, dat voorschrijft dat alle redelijke wezens gelijk behoren te handelen. Zo een moraal kan geen recht doen aan het individuele karakter van ieder mens. Het miskennen van het eigen karakter komt neer op een zelfontkennende vlucht, weg van het eigen fatum.
In het christendom wordt op vergelijkbare wijze een metafysische wereld geïntroduceerd waartoe we toegang krijgen indien we tijdens ons leven op aarde ons bepaalde dingen hebben ontzegd. Het christendom heeft geen naturalistisch beeld van de werkelijkheid, omdat ze deze beschouwt als zijnde schepping. Het christendom geeft aan de hand van deze metafysica een morele beoordeling van de wereld en de mens. De moraal van het christendom geeft doorgaans aan wat verboden is. Zelfzucht en passies worden door het christendom als bron van het persoonlijk lijden beschouwd. Met de afkeuring van zelfzucht en passies worden, volgens Nietzsche, belangrijke aspecten van het leven ontkend.
Amor fati komt nu juist neer op het afwijzen van een wereld buiten deze wereld, omdat we alleen zo de werkelijkheid volledig kunnen aangaan. We moeten de condities (bijvoorbeeld onze sterflijkheid en onze lichamelijkheid) van het bestaan aanvaarden. Om in Nietzsches woorden te spreken: ‘we moeten niets anders willen, niet terugwaarts, niet voorwaarts en niet in alle eeuwigheid’. Met het wegvallen van de metafysische wereld die de wereld waarin wij leven van waarden voorziet, wordt de werkelijkheid waarden-loos. Het is nodig dat de individuele mens zelf zijn eigen waarden creëert. Amor fati behelst dat eenieder het lot dat hij zelf is affirmeert, omdat het fatum een onvervreemdbaar onderdeel van hem is, dat niet ondergeschikt kan worden gemaakt aan een algemene moraal.

#### Invloed van het individu op het lot
Het amor fati concept schrijft geen kritiekloze acceptatie voor van al hetgeen de mens doet en overkomt. Aangezien de mens zelf ook een stuk fatum is, oefent hij invloed uit op de werkelijkheid. Nietzsche ziet een dynamische relatie tussen het karakter van het individu met de daaruit voortvloeiende wilsuitingen en de werkelijkheid die zijn invloed op de mens uitoefent. Hiermee keert Nietzsche zich tegen het idee van het lot als iets dat louter extrinsiek is aan de mens en dat de mens overkomt. Een mens moet nooit passief en zelfgenoegzaam worden, omdat hij zo in zijn ontwikkeling stagneert. Nietzsche beweert dat wanneer een mens het doel heeft zichzelf te overstijgen, hij bepaalde aspecten van zichzelf zal moeten afstoten en bepaalde praktijken zal moeten afkeuren. Dit lijkt een vorm van ontkenning te impliceren, maar hiervan is geen sprake aangezien er aanvankelijk juist een doel ‘bejaht’ wordt. Wanneer een mens ervoor kiest bepaalde dingen te doen, dan leidt dit vanzelf tot het laten van andere dingen (“Indem wir tun, lassen wir”). Hij kan enkel zijn eigen fatum trouw blijven wanneer hij dingen afwijst die daarmee niet in overeenstemming te brengen zijn. Totale affirmatie van wat hem overkomt zou geen ruimte laten voor het eigene van zijn karakter.
In het vierde boek van Die fröhliche Wissenschaft § 341 formuleert Nietzsche een principe aan de hand waarvan we ons leven zouden moeten leiden. Op intrigerende wijze introduceert Nietzsche hier zijn eigen idee van eeuwigheid. In dit aforisme deelt een demon ons mede dat het leven zoals we dat geleefd hebben en nu leven zich eeuwig zal blijven herhalen. Een mens die het lot -zoals dat in hem en in de rest van de werkelijkheid tot uiting komt- liefheeft, zal dit principe als de enige bevredigende morele maatstaf van het leven beschouwen. Weliswaar is ons bestaan eindig, maar de wens dat het eigen leven oneindig herhaald wordt, impliceert dat er geen plaats is voor een doel buiten het leven. Ons leven is volgens Nietzsche geen voorhal tot een leven in het hiernamaals, maar het vindt zijn doel in zichzelf.

### Spinoza
Spinoza verwoordt een soortgelijk standpunt als hij zegt:
“We beschikken niet over de absolute macht om dingen buiten ons aan te passen aan onze behoeften. Niettemin moeten we kalm de dingen ondergaan die ons overkomen en die ingaan tegen ons voordeel; als we ons ervan bewust zijn dat we onze plicht hebben gedaan en dat de macht waarover wij beschikken niet zover gaat dat wij die dingen hadden kunnen vermijden, en dat we een deel zijn van de Natuur, aan wier ordening wij zijn onderworpen. Als wij dat duidelijk en onderscheiden begrijpen, dan zal dát deel van ons dat begrijpen wordt genoemd en dat het beste deel van ons is, daarmee totaal tevredengesteld zijn en het zal streven te volharden in deze voldoening".

## In de literatuur

### Abel Herzberg
Abel Herzberg liet in 1946 een bundel verhalen over zijn verblijf in het concentratiekamp Bergen-Belsen het licht zien onder de titel Amor Fati.

### Etty Hillesum
Etty Hillesum verwoordt haar gevoelens over het lot dat haar treft als volgt:
“En nu voel ik, hoeveel het is geweest, dat je me te dragen hebt gegeven. Zoveel moois en zoveel degelijks. En het moeilijke is, zodra ik me bereid toonde het te dragen, altijd weer veranderd in iets moois. En het mooie en grote was soms nog zwaarder te dragen dan het lijden, omdat het zo overweldigend was. Dat één klein mensenhart zoveel kan beleven mijn God, zoveel kan lijden en zoveel kan liefhebben, ik ben je er zo dankbaar voor mijn God, dat je míjn hart speciaal hebt uitgekozen, in deze tijd, om alles te mogen ondergaan, wat het ondergaan heeft”.